# Marché central de Florence

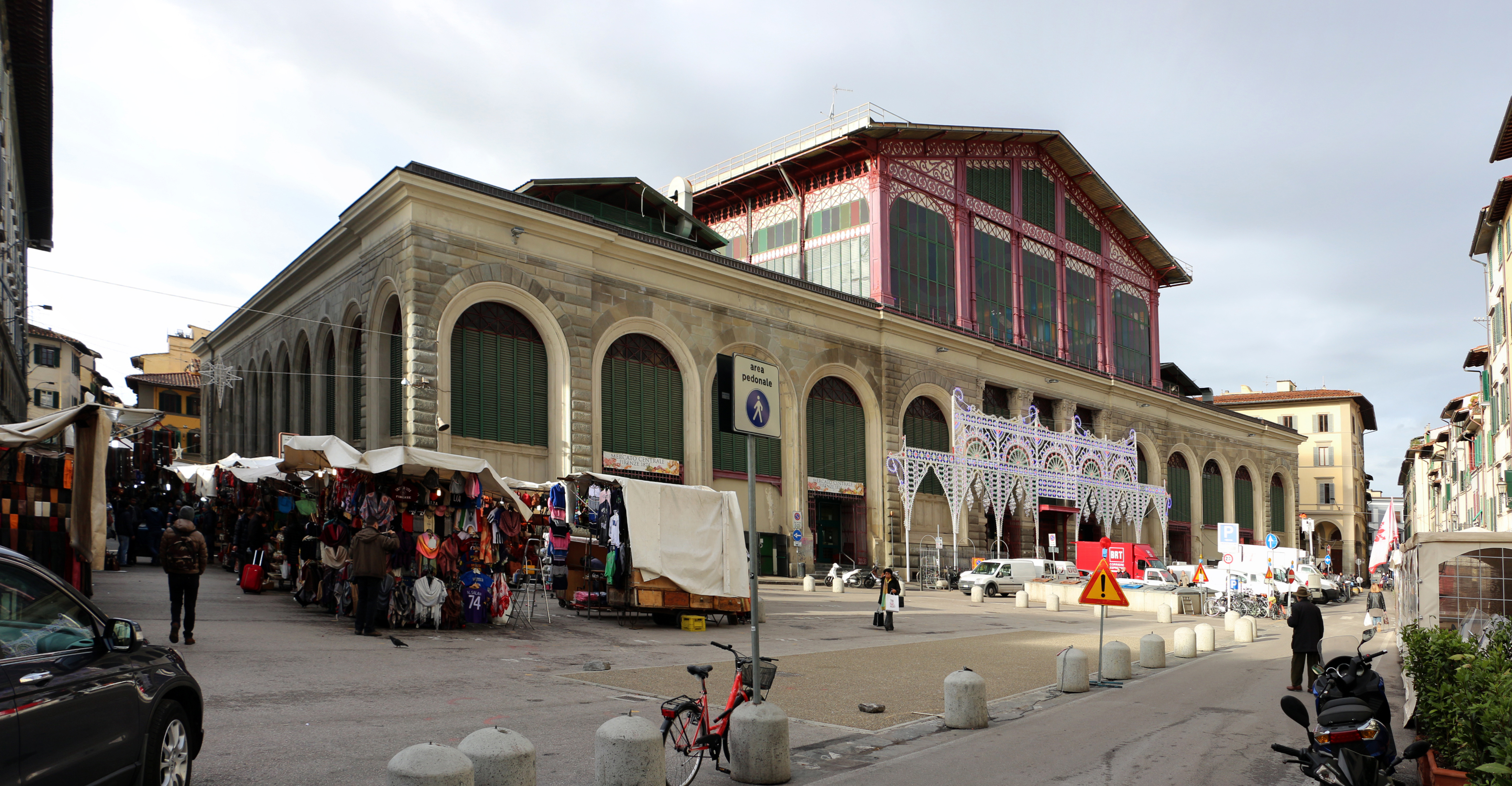
Le Marché central.

Le Marché central de Florence est situé via Panicale et piazza del Mercato Centrale. Il résulte de l'époque du Risanamento, période pendant laquelle Florence était la capitale de l'Italie, à la fin du XIXe siècle.

## Histoire et architecture
Avec la croissance de la population et la destruction du Vieux Marché (Mercato Vecchio) pour faire place à la Piazza della Repubblica, le marché de la Loggia del Porcellino n'était plus suffisant pour la ville. Pour cette raison trois nouveaux espaces couverts étaient projetés : celui de San Lorenzo, le mercato di Sant'Ambrogio, et un troisième à San Frediano, ce dernier n'ayant jamais été réalisé.
Pour créer la structure, il fut nécessaire de libérer un bloc entier dans le dédale de rues étroites du secteur, très ancien, mais plutôt malsain. Il a fallu abattre un îlot de maisons dans chaque rue (via dell' Ariento, via Panicale, par Chiara et via Sant'Antonino), afin d'ouvrir une grande place, destinée à accueillir un nouveau marché couvert. La redéfinition du quartier n'a cependant pas été vraiment critiquée, à l'inverse du cas de la place de la République, car ici, les bâtiments détruits étaient des masures populaires, et la zone a été embellie par les travaux.
Pour construire la structure du marché, l'architecte, déjà auteur de la Galleria Vittorio Emanuele II à Milan, a puisé son inspiration dans les Halles de Paris. Le résultat a été remarquable, intégrant les matériaux les plus modernes (fer, verre, fonte) avec l'aspect des édifices préexistants. En effet, tout autour a été construite une loggia de dix arcades classiques de chaque côté, avec des colonnes élancées en pierre. L'inauguration eut lieu en 1874, avec le salon International de l'Agriculture.
La fonctionnalité de la construction est particulièrement évidente à l'intérieur, où la lumière passe à travers les hautes fenêtres sur lesquelles repose le toit, et renvoie l'effet d'un marché ouvert. 
Avec l'essor de la grande distribution et la fuite des habitants du centre ville, l'ensemble du marché est entré dans une profonde crise qui a touché principalement le secteur des fruits et légumes.
En 2014 a été rouvert le premier étage du complexe, avec des restaurants et diverses activités.
En plus des différents stands d'alimentation divers (fruits, légumes, fruits séchés, pâtes, poissons) les habitués s'y retrouvent pour déguster les plats typiques : bollito misto et lampredotto servis sur place.

Vues des activités du marché couvert
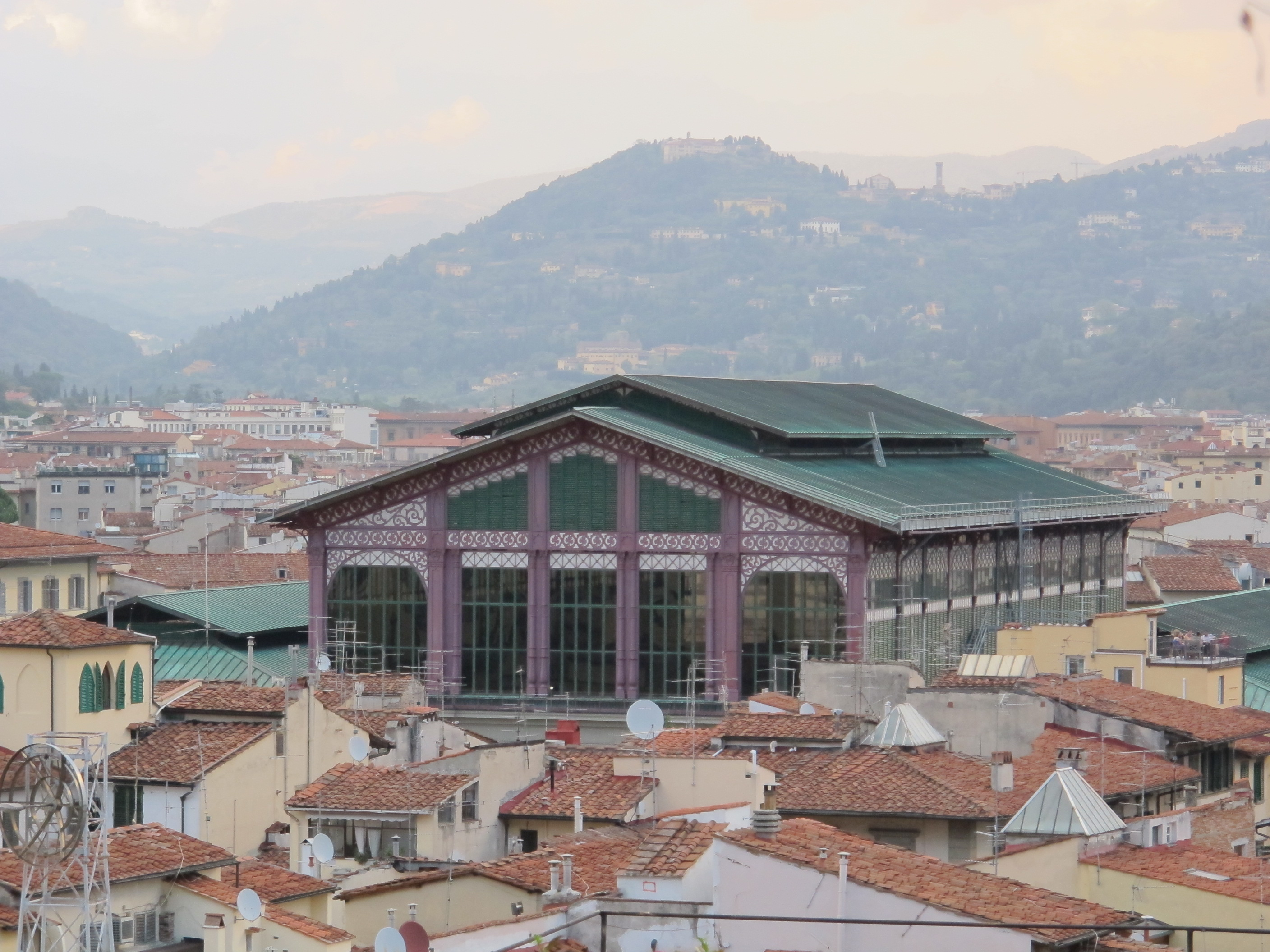
Une vue de la partie supérieure du bâtiment.
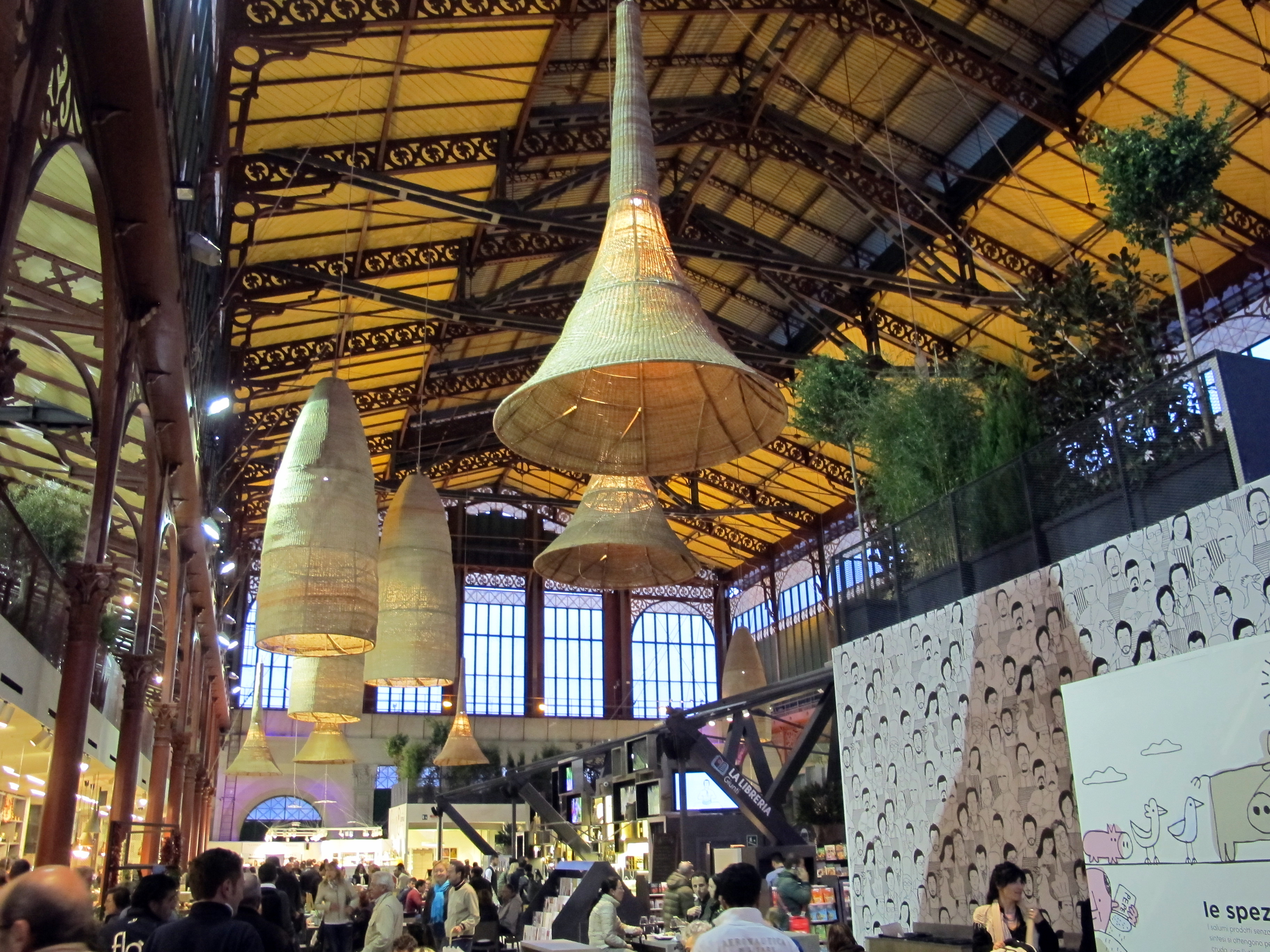
Le premier étage.
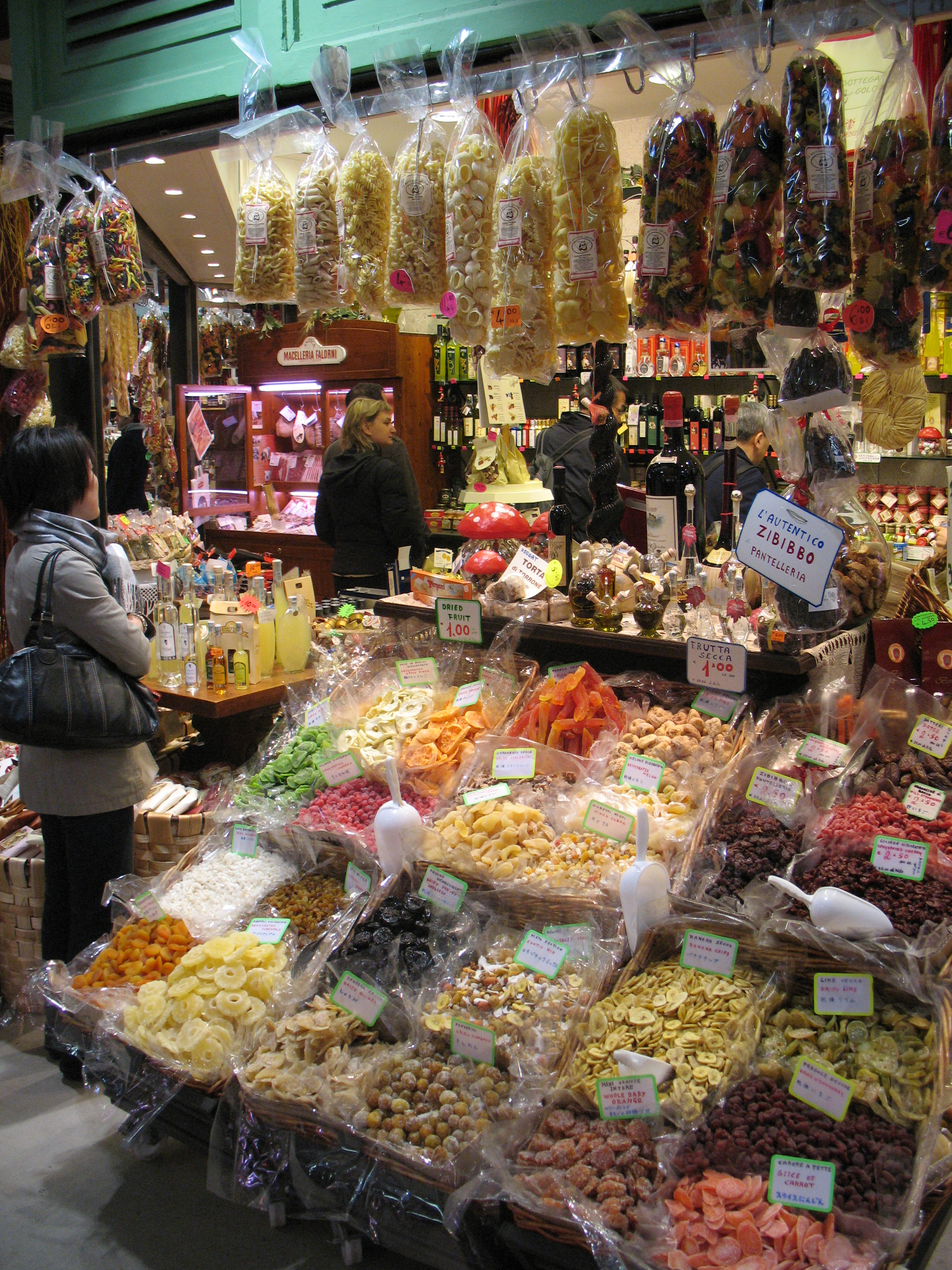
Étal de fruits séchés et pâtes.
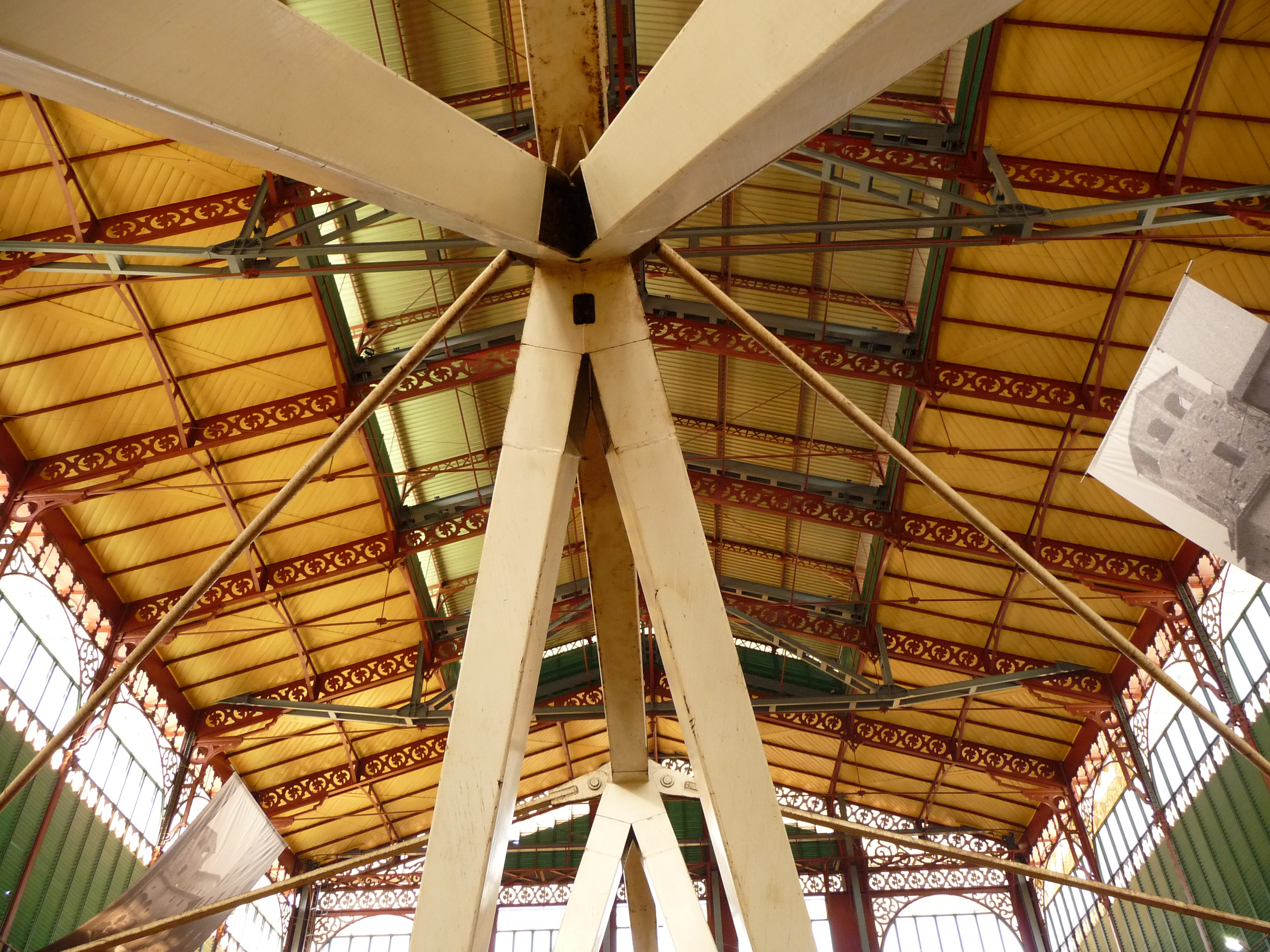
Toiture vue de l'intérieur.

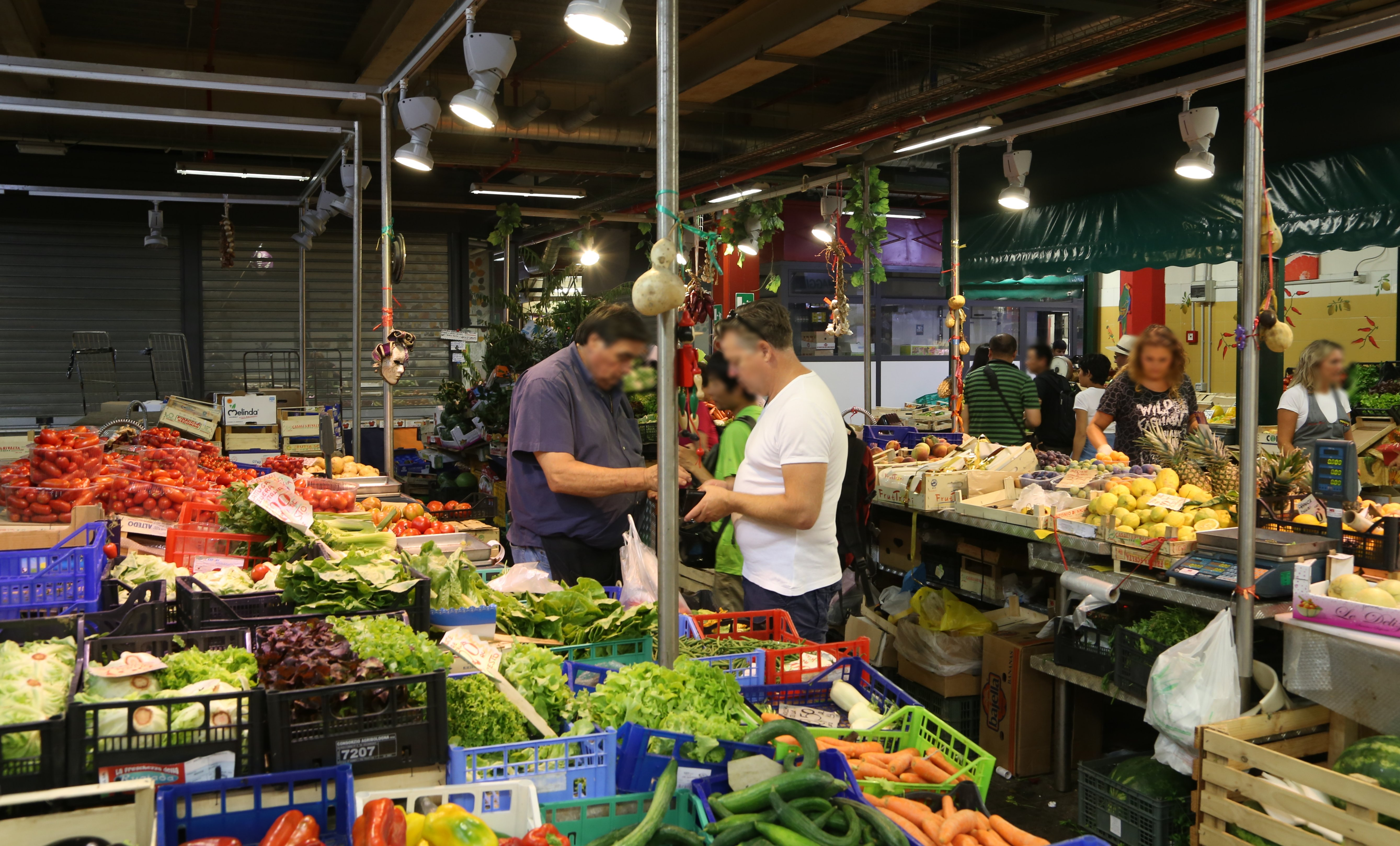
Stand de légumes.
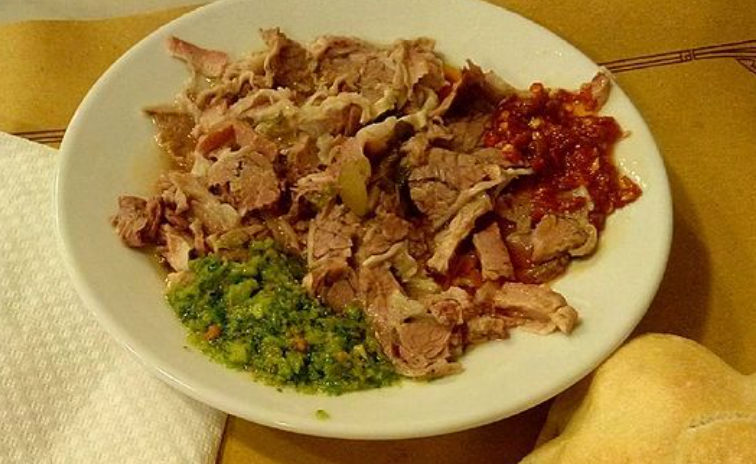
Bollito aux sauces verte et rouge servi sur place.
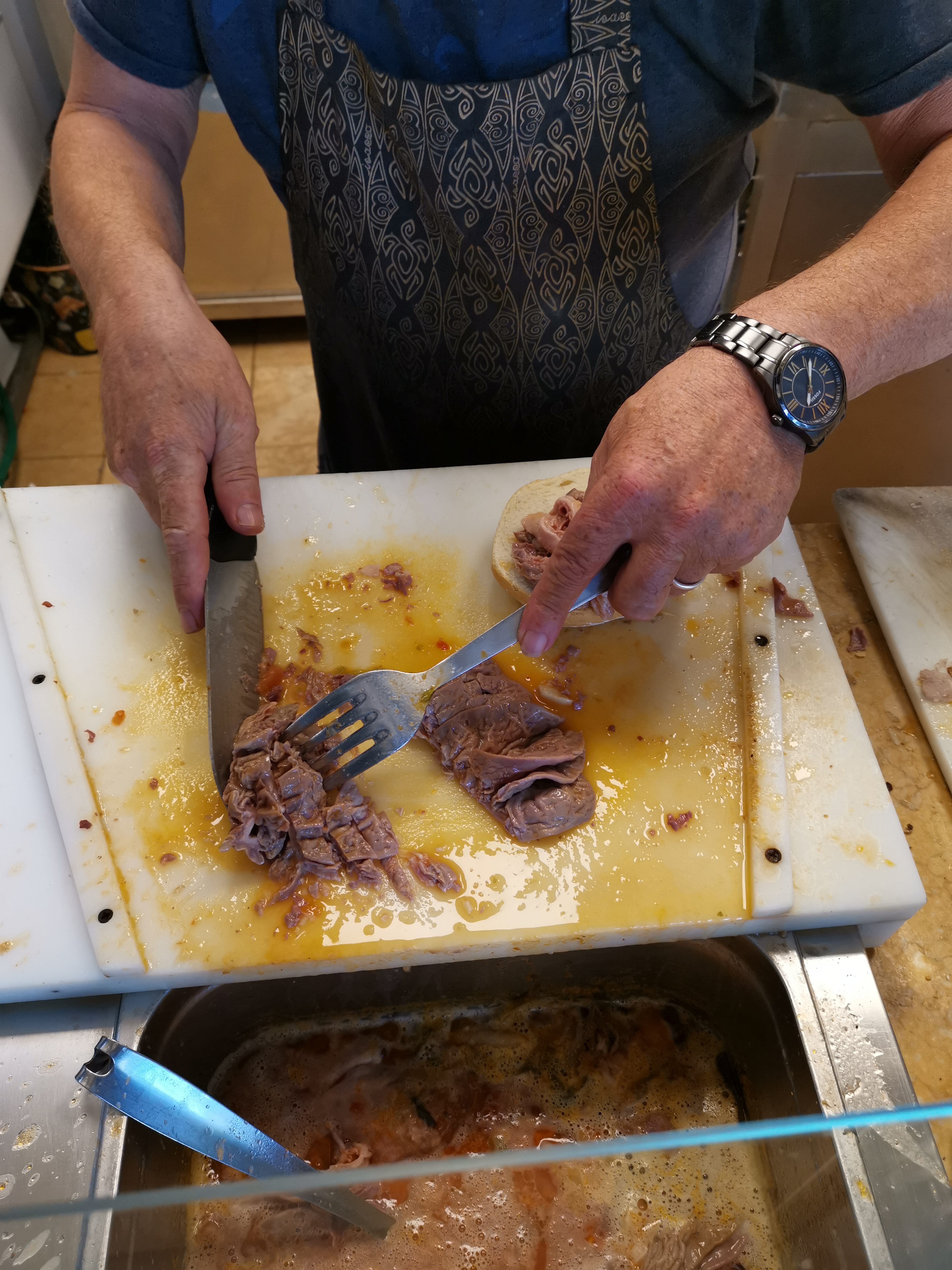
Lampredotto servi sur place.

## Le marché de San Lorenzo
Autour de l'édifice du marché se tient le marché en plein air, appelé marché de San Lorenzo, qui se développe autour de la Basilique de San Lorenzo et du Marché central. 
Le marché propose désormais des articles uniquement pour les touristes, en particulier des vêtements, de la maroquinerie et des souvenirs.